# Esplorazione della valle dei Re

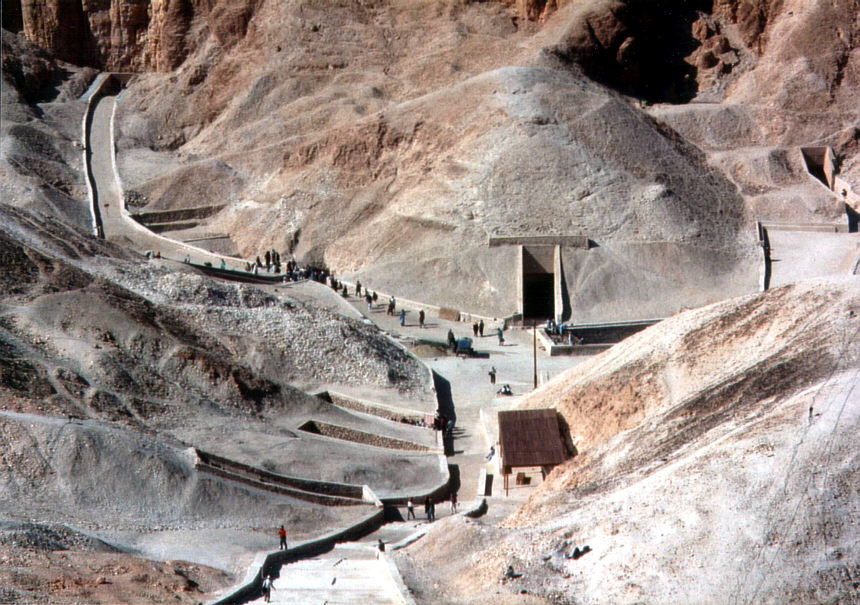
Panorama della parte orientale della valle, raffigurante l'area che circonda la tomba tomba di Tutankhamon

L'area della valle dei Re, a Luxor in Egitto, è stata un'importante zona di esplorazione negli ultimi due secoli. Ma, prima ancora, la zona è stata oggetto di turismo in tempi antichi, soprattutto nel periodo romano. La storia delle esplorazioni esemplificano l'evoluzione nello studio dell'antico Egitto, a partire dai cacciatori di tesori fino agli scavi scientifici dell'intera necropoli di Tebe. Nonostante il numero degli interventi, solo undici delle tombe sono state completamente catalogate.
Gli scrittori greci Strabone (I secolo a.C.) e Diodoro Siculo (I secolo d.C.) avevano tramandato che il numero totale di tombe tebane era di 47, di cui oggi si crede che solo 17 siano rimaste intatte. Pausania ed altri antichi scrittori hanno parlato di corridoi simili a tubi della valle, riferendosi evidentemente alle tombe.
Molti altri furono i visitatori della valle in quel periodo, dato che molte tombe riportano graffiti scritti da turisti dell'epoca. Jules Baillet ha classificato oltre 2100 iscrizioni greche e latine, oltre ad alcune in lingua fenicia, cipriota, licia, copta ed in altre lingue. La maggior parte degli antichi graffiti sono stati trovati nella tomba KV9, che ne contiene poco meno di mille. I più antichi graffiti datati risalgono al 278 a.C.

## XVIII secolo
Prima del XIX secolo, i viaggi dall'Europa a Tebe (ed ovunque altro in Egitto) erano difficoltosi, lunghi e costosi, e solo i più sperimentati viaggiatori europei poterono effettuare il tragitto. Prima dei viaggi di padre Claude Sicard nel 1726, non era chiaro neanche dove Tebe si trovasse. Si sapeva essere lungo il Nilo, ma era spesso confusa con Menfi e molti altri siti. Uno dei primi viaggiatori a scrivere quello che vide a Tebe fu Frederic Louis Norden, un avventuriero ed artista danese. Fu seguito da Richard Pococke, il quale nel 1743 pubblicò la prima mappa moderna della valle.

### Spedizione francese
Nel 1799 la spedizione di Napoleone Bonaparte (soprattutto Vivant Denon) disegnò mappe e piantine delle tombe conosciute, e per la prima volta si notò la parte occidentale della valle (dove Jean-Baptiste Prosper Jollois e Édouard de Villiers du Terrage rinvennero la tomba di Amenofi III, la KV22). Il Description de l'Égypte contiene due volumi (su un totale di 24) riguardanti l'area di Tebe.

## XIX secolo

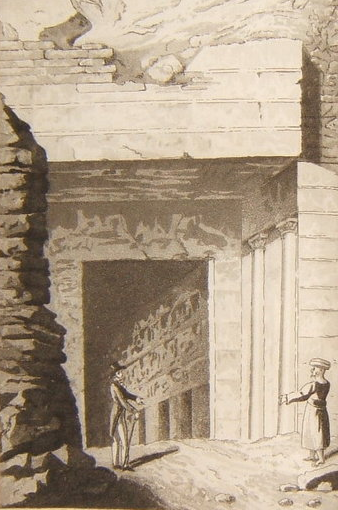
Entrata della Tomba Reale, disegnata nel 1821

L'esplorazione europea proseguì nell'area attorno a Tebe nel XIX secolo, incoraggiata dalla traduzione di Champollion dei geroglifici all'inizio del secolo. All'inizio del secolo l'area fu visitata da Giovanni Battista Belzoni, che lavorava per Henry Salt, e che scoprì numerose tombe tra cui quella di Ay nella parte occidentale (KV23) nel 1816, e quella di Seti I (KV17) l'anno seguente. Alla fine della sua visita, Belzoni dichiarò che tutte le tombe erano state scoperte, e che non restava da scoprire nulla di interessante. Nello stesso periodo era all'opera un grande rivale di Belzoni e Salt, Bernardino Drovetti, console generale francese Consul-General.
Nel 1827 John Gardner Wilkinson fu incaricato di disegnare l'entrata di ogni tomba, assegnando ad ognuna un codice che è tuttora in uso. Le sepolture furono numerate da KV1 a KV21, dove KV significa Kings' Valley (valle dei Re). Anche se la mappa riporta 28 entrate, alcune di esse non erano ancora state esplorate. Questi disegni e mappe furono pubblicati nel 1830 col titolo di The Topography of Thebes and General Survey of Egypt. Nello stesso periodo esplorò la valle James Burton, noto per essere entrato per primo nella KV5., che, fra l'altro, mise in sicurezza la KV17, per difenderla dalle inondazioni. 
Lo stesso Champollion visitò la valle assieme a Ippolito Rosellini e Nestor L'Hôte, con la spedizione franco-toscana del 1829. Per due mesi la spedizione analizzò le tombe aperte, visitandone 16. Furono copiate tutte le iscrizioni ed identificati i proprietari. Nella tomba KV17 furono rimosse dai muri le decorazioni che oggi si possono ammirare presso il museo del Louvre di Parigi.

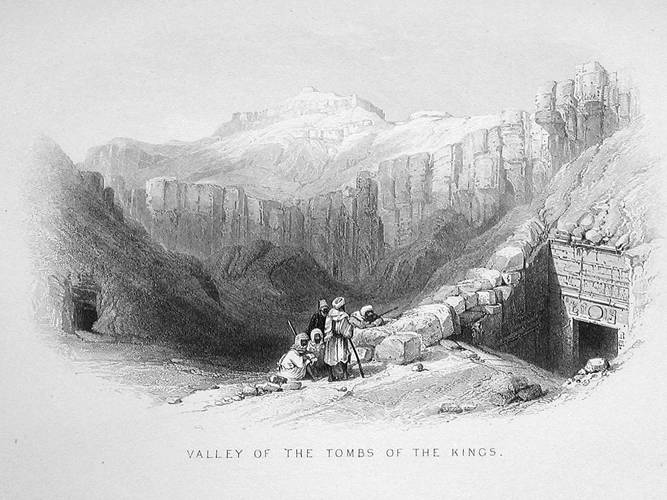
Disegno del 1862 della valle raffigurante le tombe aperte

Nel 1845-1846 la valle fu esplorata dalla spedizione di Karl Richard Lepsius: gli archeologi esplorarono e documentarono 25 tombe nella valle principale, e 4 nella parte occidentale.
La seconda metà del secolo vide concentrarsi gli sforzi sulla conservazione piuttosto che nel recupero di nuovi reperti. Il Servizio di Antichità Egizie di Auguste Mariette iniziò a esplorare la valle, prima con Eugène Lefébure nel 1883, poi con Jules Baillet e Georges Bénédite all'inizio del 1888, ed infine con Victor Loret nel 1898 e nel 1899. Loret aggiunse altre 16 tombe alla lista, ed esplorò molte di quelle già scoperte. In questo periodo Georges Daressy esplorò la KV9
Quando Gaston Maspero fu rinominato a capo del Servizio di Antichità Egizie, la modalità di esplorazione della valle cambiò di nuovo. Maspero nominò Howard Carter come Capo Ispettore dell'Alto Egitto, ed il giovane scoprì numerose tombe esplorandone molte altre, e ripulendo la KV42 e la KV20.

## XX secolo
All'inizio del XX secolo, allo statunitense Theodore Davis fu permesso di scavare nella valle, e la sua squadra (guidata soprattutto da Edward Russell Ayrton) scoprì numerose tombe reali e non reali (tra cui la KV43, la KV46 e la KV57). Nel 1907 la spedizione scoprì nella tomba KV55 un gruppo di oggetti che sembravano risalire al periodo di Amarna. Dopo un rinvenimento identificato come resti della sepoltura di Tutankhamon (oggetti recuperati dalla KV54 e dalla KV58), fu annunciato che la valle era stata completamente esplorata, e che non restava null'altro da scoprire: la pubblicazione del 1912 di Davis intitolata The Tombs of Harmhabi and Touatânkhamanou si chiude col commento "Temo che la valle dei Re sia ora esaurita".

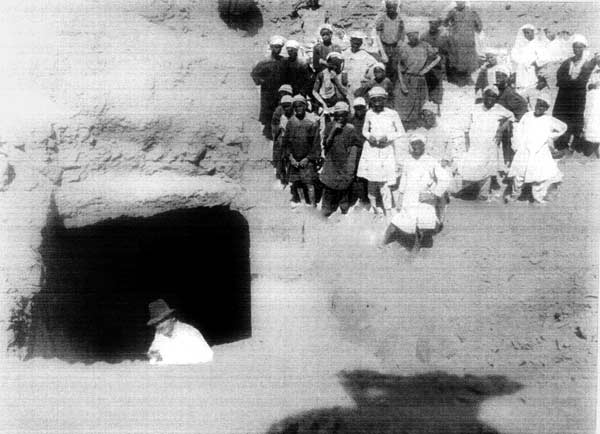
Entrata della tomba di Horemheb, poco dopo la scoperta del 1908

Dopo la prematura morte di Davis nel 1915, Lord Carnarvon acquistò la concessione allo scavo della valle, assumendo Carter per l'esplorazione. Dopo una ricerca sistematica scoprirono la vera tomba di Tutankhamon (KV62) nel novembre 1922.
Alla fine del secolo il Theban Mapping Project riscoprì ed esplorò la tomba KV5, che si è poi scoperto essere probabilmente la più grande della valle (con almeno 120 stanze), e che fungeva anche da cenotafio o da sepoltura reale per i figli di Ramses II. Nelle parti orientale ed occidentale della valle, molte altre spedizioni hanno pulito e studiato altre tombe. Fino al 2002 l'Amarna Royal Tombs Project esplorò l'area attorno alle tombe KV55 e KV62, le tombe della valle risalenti al periodo di Amarna.

## XXI secolo
Varie spedizioni hanno continuato a esplorare la valle, aggiungendo nuova conoscenza. Nel 2001 il Theban Mapping Project ha scritto nuovi documenti, fornendo informazioni per le tombe aperte.
L'8 febbraio 2006 il Consiglio Supremo delle Antichità annunciò che una squadra statunitense guidata dall'Università di Memphis aveva scoperto una nuova tomba dell'era faraonica (KV63), la prima scoperta dopo quella di re Tutankhamon del 1922. In questa tomba della XVIII dinastia egizia si trovavano cinque sarcofaghi intatti con maschere funerarie colorate e 28 grandi giare, chiuse con i sigilli faraonici. Si trovava vicino alla tomba di Tutankhamon. La KV63, come è conosciuta, sembra essere formata da una sola camera con sette sarcofagi e circa 20 grandi giare funerarie. La camera risale alla XVIII dinastia, e sembra essere stata un deposito di materiale di preparazione funeraria, piuttosto che una tomba. Non sono state trovate mummie nei sarcofagi, per cui si crede che fosse semplicemente una camera di mummificazione.
Il 31 luglio 2006 Nicholas Reeves annunciò che le analisi col ground penetrating radar dell'autunno del 2000 avevano mostrato una anomali sotto-superficiale nell'area della KV62 e della KV63. Egli chiamò questa anomalia "KV64". Questa decisione provocò alcune discussioni, dato che solo il Consiglio Supremo delle Antichità dell'Egitto può ufficialmente assegnare il nome a una nuova tomba, e l'anomalia potrebbe in realtà non esserlo. Un'altra cosa contestata fu il fatto che Reeves aveva parlato della scoperta alla stampa, senza prima pubblicarla su una rivista scientifica.
Nel maggio del 2008 Zahi Hawass annunciò che una squadra egiziana era alla ricerca della tomba di Ramses VIII, concentrandosi attorno alle tombe di Merenptah e Ramses II. Nell'agosto del 2008 fu annunciato che erano state trovate due nuove entrate ad altrettante tombe, e che queste sarebbero state esaminate nell'ottobre dello stesso anno. Nello stesso momento iniziò la ripulitura del tunnel discendente della KV17.